# Holler (Luxembourg)
Pour les articles homonymes, voir Holler.
Holler est une section de la commune luxembourgeoise de Weiswampach située dans le canton de Clervaux.